# Élection présidentielle nigérienne de 2016
L'élection présidentielle nigérienne de 2016 se déroule les 21 février et 20 mars 2016, afin d'élire le président de la République du Niger.

## Système électoral
Le président de la république du Niger est élu au scrutin uninominal majoritaire à deux tours pour un mandat de cinq ans renouvelable une seule fois. Est élu le candidat ayant recueilli la majorité absolue des suffrages exprimés au premier tour. À défaut, un second tour est organisé trois semaines plus tard entre les deux candidats arrivés en tête au premier, et celui recueillant le plus de voix est déclaré élu.

## Résultats
| Candidat                 | Candidat                 | Parti                    | Premier tour | Premier tour | Second tour | Second tour |
| Candidat                 | Candidat                 | Parti                    | Voix         | %            | Voix        | %           |
| ------------------------ | ------------------------ | ------------------------ | ------------ | ------------ | ----------- | ----------- |
|                          | Mahamadou Issoufou       | PNDS                     | 2 252 016    | 48,43        | 4 102 363   | 92,51       |
|                          | Hama Amadou              | MODEN                    | 824 500      | 17,73        | 332 292     | 7,49        |
|                          | Seyni Oumarou            | MNSD                     | 563 613      | 12,12        |             |             |
|                          | Mahamane Ousmane         | MNRD                     | 290 688      | 6,25         |             |             |
|                          | Ibrahim Yacouba          | MPN                      | 201 982      | 4,34         |             |             |
|                          | Moctar Kassoum           | CPR                      | 135 176      | 2,91         |             |             |
|                          | Abdou Labo               | CDS                      | 97 382       | 2,09         |             |             |
|                          | Amadou Cheiffou          | RSD                      | 82 965       | 1,78         |             |             |
|                          | Amadou Cissé             | UDR                      | 69 115       | 1,49         |             |             |
|                          | Laouan Magagi            | ARD                      | 44 685       | 0,96         |             |             |
|                          | Adal Rhoubeid            | MDR                      | 27 350       | 0,59         |             |             |
|                          | Abdoulaye Traoré         | PPNU                     | 18 681       | 0,40         |             |             |
|                          | Tahirou Guimba           | MODDEL                   | 18 335       | 0,40         |             |             |
|                          | Mahamane Jean Padonou    | CDP                      | 16 508       | 0,35         |             |             |
|                          | Mahamane Hamissou        | PJD                      | 7 211        | 0,16         |             |             |
|                          |                          |                          |              |              |             |             |
| Votes valides            | Votes valides            | Votes valides            | 4 650 207    | 91,80        | 4 434 655   | 97,80       |
| Votes blancs et nuls     | Votes blancs et nuls     | Votes blancs et nuls     | 415 249      | 8,20         | 99 761      | 2,20        |
| Total                    | Total                    | Total                    | 5 065 456    | 100          | 4 534 416   | 100         |
| Abstention               | Abstention               | Abstention               | 2 515 142    | 33,18        | 3 047 124   | 40,19       |
| Inscrits / participation | Inscrits / participation | Inscrits / participation | 7 580 598    | 66,82        | 7 581 540   | 59,81       |

 Représentation des résultats du second tour :
| Mahamadou Issoufou (92,51 %) |
| ▲                            |
| Majorité absolue             |

### Analyse
Alors que le président sortant Mahamadou Issoufou pensait l'emporter dès le premier tour, porté en cela par son slogan de campagne « Un coup KO », il obtient à l'issue de celui-ci 48,41 % des voix, ce qui le contraint à un second tour. Le premier tour est marqué par des irrégularités et des pressions importantes exercées sur l'opposition au président Mahamadou dont l'adversaire principal est malade et tenu emprisonné.
La Commission électorale du Niger (Ceni) a annoncé les résultats globaux mais provisoires du second tour de l’élection présidentielle. L’opposition ayant boycotté le scrutin, celui-ci s’est déroulé sans grand suspens : Mahamadou Issoufou est réélu haut la main pour un second mandat. L'opposition rejette quant à elle les résultats.